# Madoka
Madoka (jap. まどか, マドカ) – żeńskie imię japońskie, może być używane jako nazwisko.

## Możliwa pisownia
Madoka można zapisać używając wielu różnych znaków kanji i może znaczyć m.in.:
jako imię
- 円, „okrąg”[1]
- 円花, „okrąg, kwiat”
- 円香, „okrąg, kadzidło”
- 窓香, „okno, kadzidło”
- 窓花, „okno, kwiat”

jako nazwisko
- 円, „okrąg”

## Znane osoby
o imieniu Madoka
- Madoka (円), pseudonim gitarzysty japońskiego zespołu UnsraW
- Madoka Harada (窓香), japońska saneczkarka
- Madoka Kimura (まどか), japońska seiyū
- Madoka Natsumi (円), japońska biegaczka narciarska

o nazwisku Madoka
- Yoriko Madoka (円), japońska polityk

## Fikcyjne postacie
o imieniu Madoka
- Madoka Amahane (まどか), bohaterka anime Aikatsu!
- Madoka Ayukawa (まどか), główna bohaterka mangi i anime Kimagure Orange Road
- Madoka Kugimiya (円), postać z mangi Mahō Sensei Negima!
- Madoka Mano (マドカ), bohaterka mangi i anime Devil Hunter Yohko
- Madoka Fujisaki (円香), bohaterka anime Angelic Layer
- Madoka Mawari (円), bohaterka mangi Tenjho Tenge
- Madoka Wakamatsu (円), bohaterka mangi i anime Full Moon wo Sagashite
- Madoka Kaname (まどか), główna bohaterka anime Puella Magi Madoka Magica

o nazwisku Madoka
- Tatsuya Madoka (円), bohater mangi i anime Gilgamesh
- Kiyoko Madoka (円), bohaterka mangi i anime Gilgamesh